# Amursparv
Ej att förväxla med amursävsparv.
Amursparv (Emberiza tristrami) är en asiatisk fågel i familjen fältsparvar inom ordningen tättingar.

## Kännetecken

### Utseende
Amursparven är en liten (14–15 cm), distinkt och kompakt fältsparv med streckat huvud. Hane i häckningsdräkt är omisskännlig med svart huvud och vita ögonbrynsstreck, örontäckare, hjässband och mustaschstreck. Utanför häckningstid är hanen mattare, med de svarta fjädrarna vitspetsade och det vita mer beigetonat. Honan har en liknande dräkt, men beigevit strupe, blekbrunt på kind och tygel samt brunstreckat på flanker och bröst.

### Läte
Sången är en enkel strof med en eller två inledningstoner, på engelska återgett "hsiee swee-swee swee-tsirrirri". Lätet är ett explosivt "tzick".

## Utbredning och systematik
Amursparven häckar från nordöstra Kina (från Lilla Hinggan och floden Zeja i Heilongjiang) österut till sydostligaste Ryssland (Amurland och Ussuriland, inklusive Sichote-Alin) samt Nordkorea. Vintertid flyttar den till sydöstra Kina (sydöstra Yunnan österut till Fujian, även Hunan och östra Sichuan), sällsynt i norra Myanmar, norevästra Thailand, norra Laos och norra Vietnam (Tonkin). Den behandlas som monotypisk, det vill säga att den inte delas in i några underarter. 

### Släktestillhörighet
Arten placeras traditionellt i släktet Emberiza, men vissa auktoriteter delar upp detta i flera mindre släkten. Amursparven förs då tillsammans med exempelvis sävsparv och videsparv till Schoeniclus.

## Levnadssätt
Amursparven påträffas i tät undervegetation i skog, i skogskanter och i ungskog mellan 900 och 2.525 meters höjd. Födan består av både vegetabilisk och animalisk föda, under flyttningen även flugor, skalbaggar och andra insekter. Häckningen inleds i slutet av maj eller början av juni, medan flyttningen börjar i september.

## Status och hot
Arten har ett stort utbredningsområde, men tros minska i antal, dock inte tillräckligt kraftigt för att den ska betraktas som hotad. Internationella naturvårdsunionen IUCN listar arten som nära hotad (LC). Världspopulationen har inte uppskattats men den beskrivs som ganska vanlig i rätt miljö.

## Namn
Amursparvens vetenskapliga artnamn hedrar den brittiske ornitologen och prästen Henry Baker Tristram (1822-1906). Tidigare kallades den tristramsparv även på svenska, men tilldelades 2024 ett mer informativt namn av BirdLife Sveriges taxonomikommitté.